# Судила Иванкович
Судила Иванкович (ум. 1156 г.) — новгородский посадник в 1141—1144 и 1147—1156 гг.

## Посадничество
Судила впервые упоминается в то время, когда были гонения на бояр в Новгороде античерниговской направленности. Из-за этих гонений Судила в 1139 г. вместе с Нежатой и Страшко бежит в Суздаль, а потом в 1141 г. они возвращаются в Новгород. В том же году Судила Иванкович получает Новгородское посадничество. Он стал первым посадником, которому принадлежала и посадничья и княжеская власть, пока не был избран князь. В 1144 г. вместо него посадником стал Нежата Твердятич.
После смерти Новгородского посадника Коснятина Микульчича в 1147 г. Судила вновь становится посадником. В 1156 г. новгородцы его изгоняют с посадничества, а после этого на пятый день он умирает.

## Семья
1. Павел
  1. Иванко Павлович
    1. Судила Иванкович